# Aceite de hígado de hipogloso
El aceite de hígado de hipogloso se obtiene de los hígados de hipogloso; es un aceite con sabor y olor a pescado, y cuyo color oscila entre el amarillo pálido y el rojo oscuro; es soluble en alcohol, éter, cloroformo y disulfuro de carbono e insoluble en agua; se emplea en medicina como fuentes de vitamina A y vitamina D, y para curtir cueros.
- Datos: Q5656357